# Maryna Okęcka-Bromkowa
Maryna Okęcka-Bromkowa (ur. 26 czerwca 1922 w Uściługu, zm. 15 października 2003 w Olsztynie) – dziennikarka, literatka, folklorystka.

## Życiorys

### Do końca II wojny światowej
Urodziła się na Wołyniu, jako córka Bronisława Okęckiego i Heleny z domu Pomianowskiej. Ukończyła Liceum w Jazłowcu pod Buczaczem w Małopolsce Wschodniej (dzisiaj  w obwodzie tarnopolskim, zachodnia Ukraina). 
Niewiele wiadomo o tym, co robiła w czasie II wojny światowej. Po wyzwoleniu trafiła na Ziemie Odzyskane. Najpierw, do 1948, pracowała w Bytomskich Zakładach Budowy Maszyn w Katowicach,  następnie przyjechała do Olsztyna, gdzie pracowała w Banku Inwestycyjnym.

### Praca dziennikarska
W 1956 podjęła pracę dziennikarki w Polskim Radiu Olsztyn. W swej pracy dziennikarskiej podjęła temat folkloru Warmii i Mazur. Zgromadziła bogatą taśmotekę pieśni i gawęd, ratując je w ten sposób przed zapomnieniem. Ponad 200 nagranych przez nią taśm trafiło do Muzeum Narodowego w Warszawie. Była autorką wielu programów radiowych, m.in.  Tropami ludzi i pieśni. Za pracę w radiu przyznano jej Złoty Mikrofon. W latach 1965–1981 należała do PZPR.

### Działalność literacka
Pracę literacką zaczęła od wierszy, drukowanych najpierw w lokalnej prasie. Potem już zwróciła się w stronę prozy. Wydała trzy tomy legend, gawęd i pieśni zebranych na Warmii i Mazurach, przy czym Śpiewa wiatr od jezior (1966) opatrzyła własnym wstępem, zawierającym zarys badań nad folklorem Warmii i Mazur. 
Kilkukrotnie był wznawiany jej zbiór baśni i legend Nad jeziorem bajka śpi (1971). Pisała też powieści, w których wspomnienia z dzieciństwa łączyła ze współczesnymi sprawami regionu. Pierwsza, Sekretarzyk babuni (1970), opisuje egzotykę rodowych tradycji wołyńskiego ziemiaństwa. Druga to Święto od cholery, czyli gawęda współczesna (1976); trzecia, Historia familii z Marciszek (1979), to saga rodzinna obejmująca cztery pokolenia na przestrzeni stu lat. 
W latach 1971–1981 Maryna Okęcka-Bromkowa była członkiem Związku Literatów Polskich. 
W 1982 odeszła na emeryturę. Od tego czasu publikowała głównie na łamach dwutygodnika Posłaniec Warmiński.
Spoczywa na cmentarzu komunalnym w Olsztynie (Kw. 10A rząd 2 grób 2).

## Działalność społeczna
Z jej inicjatywy powstały Izby Regionalne i Leśne w Jaśkowie, Parlezie Wielkiej, Rucianem-Nidzie, Wrzesinie i Spychowie. 

## Nagrody i odznaczenia
Za działalność dziennikarską, literacką i społeczną została odznaczona Krzyżem Kawalerskim Orderu Odrodzenia Polski oraz Złotym i Srebrnym Krzyżem Zasługi, była także dwukrotnie nagradzana przez Prezydium Wojewódzkiej Rady Narodowej.

## Wybrane publikacje
- 1962: Nad jeziorem bajka śpi (zbiór baśni i legend)
- 1965: Z kolankiem i bez (gawędy myśliwskie)
- 1966: Śpiewa wiatr od jezior (zbiór pieśni)
- 1970: Sekretarzyk babuni (powieść)
- 1975: Święto od cholery, czyli gawęda współczesna (powieść)
- 1979: Historia familii z Marciszek (saga rodzinna)
- Kurtyna w górę (reportaże)
- Wileńska dorożka (reportaże)
- Kresowe madonny (poezje)
- Sanktuarium tarnorudzkiego Jezusa Miłosiernego w Zielonce Pasłęckiej, Warmińskie Wydawnictwo Diecezjalne, Olsztyn 1989
- 1993: Oberża polska (zbiór przepisów kulinarnych)
- 1997: Deszczem wiatr podszył sukmanę (liryki dziecięce)